# Stefan (arcybiskup Nik)
Stefan (Stephanus Armenus) – ormiański bazylianin?, arcybiskup Nik, rzekomy biskup pomocniczy włocławski 1347-1348.
Był armeńskim arcybiskupem w mieście Nik (Bżni, Bdżni, Bjini, Bjni) położonym na zachód od jeziora Sewan. Na podstawie przesłanek źródłowych uważany jest za ormiańskiego zakonnika z zakonu Bazylianów.
Źródła poświadczają obecność Stefana na obszarze Pomorza Gdańskiego, wchodzącego w skład diecezji włocławskiej. 26 XI 1347 wystawił przywilej odpustowy dla tamtejszego kościoła Mariackiego. Według Kroniki oliwskiej w 1348 przybył na Pomorze wraz z opatem Kyriakiem. Stefan błogosławił cysterskie kielichy i ornaty. W Gdańsku ordynował kilku zakonników cysterskich oraz wyświęcił wiele kościołów na Pomorzu. Celebrował w obrządku łacińskim, musiał wcześniej przejść na ten obrządek.
Dawna literatura (Paweł Czaplewski) uznaje Stefana za sufragana włocławskiego. Brak jest przekazów informujących lub sugerujących, iż Stefan pełnił obowiązki biskupa pomocniczego w diecezji włocławskiej. Ponadto godność arcybiskupa wyklucza możliwość pełnienia funkcji biskupa pomocniczego. Zapewne za zgodą miejscowego ordynariusza spełniał różne posługi pontyfikalne, uzyskując tym sposobem środki na swoje utrzymanie.
W sprawie wcześniejszych i późniejszych miejsc pobytu Stefana są rozbieżności. Zarysowały się dwa stanowiska. Jedni badacze uważają, iż na Pomorze przybył z Armenii poprzez Kaffę, Kamieniec Podolski, Lwów i Włocławek w poszukiwaniu pomocy do walki przeciw Turkom. Miał to uczynić z inspiracji papieża Klemensa VI. Z Pomorza miał udać się do papieskiego Awinionu.
Na odwrotny kierunek wskazuje suplika Stefana rozpatrzona w Awinionie w połowie sierpnia 1346, która zdaje się skazywać na obecność tam Stefana, skąd przybył na ziemie polskie. Być może Stefan jest tożsamy z wysłannikiem króla Armenii na awinioński dwór jeszcze za pontyfikatu Jana XXII.